# Vriesea eltoniana
Vriesea eltoniana är en gräsväxtart som beskrevs av Edmundo Pereira och Ivo. Vriesea eltoniana ingår i släktet Vriesea och familjen Bromeliaceae. Inga underarter finns listade i Catalogue of Life.